# Мушу (остров)
Мушу (Мусху; англ. Muschu) — остров в западной части Новогвинейского моря, находится у северо-восточного берега Новой Гвинеи, входит в состав Папуа — Новой Гвинеи. Административно относится к провинции Восточный Сепик, находящейся в северной части страны. Отстоит на 800 км от к северо-западу от столицы Порт-Морсби. Менее чем в километре севернее Мушу находится, отделенный проливом Каириру остров Каириру.
Площадь острова — 41 квадратный километр. Протяженность — 7,5 км с севера на юг и 11 км с востока на запад. Самая высокая точка острова находится на высоте 133 метра над уровнем моря.
Климат умеренный. Средняя температура 19°С. Самый теплый месяц — август при 24°С, а самый холодный январь при 0°С. Среднее количество осадков составляет 3326 миллиметров в год. Самый влажный месяц — апрель с 413 миллиметрами осадков, а наименее влажный июнь — с 218 миллиметрами.